# Németh Márton (1847–1919)

## Élete
Németh Márton a Dunántúlon ismert ágostai evangélikus néptanító (oskolamester) volt a 19. század végén. 1847. július 16-án született Vásárosfaluban (apja Németh Mihály (kisbirtokos polgár, sz.: 1824.) és Németh Mihályné sz. Mátis Zsófia (sz.: 1825). Márton testvérei: Zsófia, Eszter, ifjabb Mihály és Anna. Tanító ősei felvidéki jövevény kézművesek, valahol Sárvár közelében. [1] (Nagyapja, Németh György sz. 1794. Vadosfa. Dédapja Németh Mihály, sz. 1761. Vadosfa.)
1861-től a soproni evangélikus líceumban (ma Berzsenyi Dániel Evangélikus Líceum) tanult. Utána az akkor még három évfolyamú tanítóképzőbe iratkozott be, ahol 1868-ban végzett. Már harmadéves hallgató korában segédtanító lett Répcelakon.[2] 1868. októberében Iván-Egerszegre (ma Vasegerszeg) hívta a helyi evangélikus gyülekezet, és egyhangúlag választották meg a közösség helyi rendes tanítójának.[3] Báró Eötvös József ebben az évben terjesztette az országgyűlés elé a kötelező iskolai oktatást bevezető 1868. évi XXXVIII. törvénycikket. Két év múlva megalapította a gyülekezeti magtárat, amely jól prosperált.[4]
1870-ben feleségül vette Sümeghi Zsuzsannát, öt gyermekük született.[5] A tanító nemcsak négy fiát adta tanítónak, hanem egyetlen lányát is néptanító mellé szánta hitvesnek. Németh Gyula a bezi gyülekezetben, Németh Kálmán Rigácson, Németh Béla Jakfán tanítóskodott, Németh Jenő pedig Iván-Egerszegen vette át tőle a stafétát.[6] Lánya, Emma és annak mindkét lánya, de legidősebb fiának lánya is pedagógus felesége lett.[7] A családi iránymutatás úgy hangzott, hogy a fiúk tanítók legyenek és tanító lányát vegyék feleségül, és a leánygyermek is tanítóhoz menjen nőül. Ők legyenek „a falu lámpásai”.[8] Negyven esztendős múlt, amikor elhunyt felesége, és néhány év múlva elveszítette elsőszülött felnőtt fiát is.[9] Sírjuk ma is megtalálható a vasegerszegi temetőben, melyet 2022-ben újított fel a falu közössége. Felesége halála után újranősült, második felesége Halvax Erzsébet.[10]
Negyvenéves tanítói tevékenységéről a tanítóegyesületi gyűlés méltó jubileummal emlékezett meg 1908-ban,[11] és a vallás- és közoktatási minisztertől szolgálata elismeréseként miniszteri oklevelet kapott.[12] Végül 43 évig teljesített Iván-egerszegen tanítói szolgálatot. Egykori sajtótudósítások szerint tanító dinasztiát alapított.[13] Miután az Iván-egerszegi tanító állásáról lemondott, helyébe fiát, Németh Jenőt választották, illetve hívták meg.[14]
Németh Márton a vadosfai Némethek közvetlen leszármazója volt,[15] 72 évet élt.
[1] Tornyos iskola. Népszabadság, 1979./152.
[2] A soproni Evangélikus egyházkerületi lyceum 1867. évi kiadványa szerint a „tanítóképezdében az 1867/8-ik tanévben a III. éves növendékek közül Németh Márton, Vásárosfalu — Sopron megye s. tanítói állomást nyert.”
[3] Evangelikus Népiskola 1908, 337.
[4] Erről a negyvenéves tanítói jubileumot ünneplő gyűlésen 1908-ban felolvasott életrajzából tudunk részleteket. Bővebben: Németh, Gabriella (2023) Dunántúli tanítói életképek a 19-20. századból. Németh Márton ágostai hitvallású evangélikus oskolamester hagyatéka. JOG ÁLLAM POLITIKA: JOG- ÉS POLITIKATUDOMÁNYI FOLYÓIRAT, 15 (1). pp. 91-109. ISSN 2060-4580 
[5] Zsuzsanna még igen fiatal, csupán tizenhét éves, amikor az esküvőt követő évben megérkezett a kis Gyula. 1875-ben Emma követte őt, 1877-ben Jenő érkezett, 1883-ban Kálmán, végül a legkisebb 1885-ben, Béla. Bővebben lásd: Németh, Gabriella (2023) Dunántúli tanítói életképek a 19-20. századból. Németh Márton ágostai hitvallású evangélikus oskolamester hagyatéka. JOG ÁLLAM POLITIKA: JOG- ÉS POLITIKATUDOMÁNYI FOLYÓIRAT, 15 (1). pp. 91-109. ISSN 2060-4580 
[6] Vas Népe, 1968/206. szám.
[7] Százéves pedagógusdinasztia tagja – Huszonöt éve tanít Németh Jenő Vasegerszegen. Népszabadság 1968-09-13 / 215. szám
[8] 100 év lámpásai. Tükör, 1968. október-december (5. évfolyam, 40-53. szám)1968-10-22/43.
[9] Sümeghi Zsuzsanna 35 évesen 1889-ben, fiuk, Németh Gyula 25 éves korában hunyt el.
[10] Vonatkozó anyakönyvi bejegyzés.
[11] Evangélikus Népiskola 1908./11. szám
[12] Erről a negyvenéves tanítói jubileumot ünneplő gyűlésen, 1908-ban felolvasott életrajzából tudunk részleteket.
[13] Németh Márton, majd fia, Németh Jenő, később pedig ennek fia, Németh Jenő Árpád is Iván-Egerszegen, később Vasegerszegen tanított az evangélikus templomban működő iskola falai közt. A falu lakosai azóta összefogással felújították az egykori oskolamester és felesége sírját, és a felújított sírhelyet és a megjelent híveket 2022 novemberében a lelkésznő megáldotta.
[14] Esperesi jelentések, 1912. augusztus.
[15] vö. 40. lj és Payr 1894.

## Németh evangélikus néptanítók
Az evangélikus néptanító megbecsült értelmiségije volt a falujának: marhalevelet vagy kérvényt írt, ha kellett, vagy képeket festett a termek díszítéséhez. A tűzvész pusztítása után épített házak is őrizték Németh Márton nevét, ő készítette el a faragásokat, és ő szabta fel az új tetőket a faluban. Később a képviselőtestület tagja lett, és nemcsak a közösségi magtárnak, hanem a tűzoltóegyesület alapjainak lerakásában is közreműködött.
Márton idejében a környékbeli Zsédenyből és Hegyfaluból is Iván-Egerszegre jártak a tanulók, így hat osztályban száz-száztíz gyereket tanított.
(Ugyanebben az időben szintén tanítóként tevékenykedett Tolna megyében egy másik Németh Márton is, aki azonban csak kortársa és névrokona volt az iván-egerszegi néptanítónak.[1]) 
Amikor a mai Vasegerszeg község 1937-ben (Iván-Egerszeg és Keményegerszeg egyesítéséből) létrejön Márton már nem él,[2] de unokája, Németh Jenő Árpád is itt lesz tanító, így a Németh tanító család egészen 1981-ig adott tanítókat Vasegerszegnek.
A Németh evangélikus tanítók emlékét őrzi az ükunoka által 2023-ban alapított Németh Evangélikus Tanítók Emlékezete Alapítvány.
[1] A Szekszárdi Vasárnap 1994.08.28 -i számában Németh Judit írta meg az 1811-ben történt esetet.
[2] Vasvármegye 121/137. számú határozata (1937).